# Grand Prix Belgii 1967
Grand Prix Belgii 1967 (oryg. Grand Prix de Belgique) – 4. runda Mistrzostw Świata Formuły 1 w sezonie 1967, która odbyła się 18 czerwca 1967, po raz 16. na torze Spa-Francorchamps.
27. Grand Prix Belgii, 16. zaliczane do Mistrzostw Świata Formuły 1.

## Klasyfikacja
| Legenda oznaczeń w tabelach wyników Wyświetl szablon na nowej stronie | Legenda oznaczeń w tabelach wyników Wyświetl szablon na nowej stronie                                                                     |
| Oznaczenie                                                            | Wyjaśnienie |
| --------------------------------------------------------------------- | --- |
| Złoty                                                                 | Zwycięzca lub mistrzostwo |
| Srebrny                                                               | 2. miejsce lub wicemistrzostwo |
| Brązowy                                                               | 3. miejsce lub II wicemistrzostwo |
| Zielony                                                               | Ukończył, punktował (w klasyfikacji generalnej, gdy zdobył co najmniej jeden punkt na przestrzeni sezonu, poza trzema powyższymi opcjami) |
| Niebieski                                                             | Ukończył, nie punktował (w klasyfikacji generalnej, gdy nie zdobył co najmniej jednego punktu na przestrzeni sezonu)                      |
| Czerwony                                                              | Nie zakwalifikował się (NZ) |
| Czerwony                                                              | Nie prekwalifikował się (NPK) |
| Różowy                                                                | Nie ukończył (NU) |
| Różowy                                                                | Niesklasyfikowany (NS) (w klasyfikacji generalnej, gdy nie został sklasyfikowany w żadnym wyścigu sezonu)                                 |
| Czarny                                                                | Zdyskwalifikowany (DK) |
| Czarny                                                                | Wykluczony (WYK/EX) |
| Biały                                                                 | Nie wystartował (NW) |
| Biały                                                                 | Kontuzjowany (K/INJ) |
| Biały                                                                 | Wyścig odwołany (OD/C) |
| Bez koloru                                                            | Został wycofany (WYC/WD) |
| Bez koloru                                                            | Nie przybył (NP/DNA) |
| Bez koloru                                                            | Nie brał udziału w treningach (NT/DNP) |
| Bez koloru                                                            | Nie został zgłoszony (–) |
| Pogrubienie                                                           | Start z pole position |
| Kursywa                                                               | Najszybsze okrążenie wyścigu |
| †                                                                     | Nie ukończył, ale jego rezultat został zaliczony ze względu na przejechanie więcej niż 90% dystansu wyścigu.                              |
| *                                                                     | Sezon w trakcie |
| 1/2/3                                                                 | Punktowana pozycja w sprincie kwalifikacyjnym                                                                                             |
| Lista systemów punktacji Formuły 1                                    | |

| Poz. | Nr. | Kierowca            | Konstruktor     | Okrążeń | Czas/powód NU      | Poz. start. | Punktów |
| ---- | --- | ------------------- | --------------- | ------- | ------------------ | ----------- | ------- |
| 1    | 36  | Dan Gurney          | Eagle-Weslake   | 28      | 1:40:49.4          | 2           | 9       |
| 2    | 14  | Jackie Stewart      | BRM             | 28      | + 1:03.0           | 6           | 6       |
| 3    | 1   | Chris Amon          | Ferrari         | 28      | + 1:40.0           | 5           | 4       |
| 4    | 29  | Jochen Rindt        | Cooper-Maserati | 28      | + 2:13.9           | 4           | 3       |
| 5    | 12  | Mike Spence         | BRM             | 27      | + 1 okrążenie      | 11          | 2       |
| 6    | 21  | Jim Clark           | Lotus-Ford      | 27      | + 1 okrążenie      | 1           | 1       |
| 7    | 34  | Jo Siffert          | Cooper-Maserati | 27      | + 1 okrążenie      | 16          |         |
| 8    | 19  | Bob Anderson        | Brabham-Climax  | 26      | + 2 okrążenia      | 17          |         |
| 9    | 14  | Pedro Rodríguez     | Cooper-Maserati | 25      | Silnik             | 13          |         |
| 10   | 32  | Guy Ligier          | Cooper-Maserati | 25      | + 3 okrążenia      | 18          |         |
| NS   | 2   | Ludovico Scarfiotti | Ferrari         | 24      | Nie sklasyfikowany | 9           |         |
| NU   | 25  | Jack Brabham        | Brabham-Repco   | 15      | Silnik             | 7           |         |
| NU   | 26  | Denny Hulme         | Brabham-Repco   | 14      | Silnik             | 14          |         |
| NU   | 39  | Jo Bonnier          | Cooper-Maserati | 10      | Silnik             | 12          |         |
| NU   | 22  | Graham Hill         | Lotus-Ford      | 3       | Sprzęgło           | 3           |         |
| NU   | 7   | John Surtees        | Honda           | 1       | Silnik             | 10          |         |
| NU   | 17  | Chris Irwin         | BRM             | 1       | Silnik             | 15          |         |
| NU   | 3   | Mike Parkes         | Ferrari         | 0       | Wypadek            | 8           |         |